# Myron-Bolitar-Reihe
Die Myron-Bolitar-Reihe ist eine bislang elfteilige Krimiserie des US-Autors Harlan Coben, der diese zwischen 1995 und 2024 schrieb.

## Allgemeines
Die Reihe hat zahlreiche Krimipreise gewonnen. Myron und seine Freunde sind keine Helden. Oft verwischt die Grenze zwischen Recht und Unrecht, nicht immer siegt das Gute.
In den ersten sechs Büchern steht je eine Sportart im Mittelpunkt.

## Die Hauptfiguren

### Myron Bolitar
Der Ex-Basketballer, der seinen eigenen Namen hasst, hat nach einer Knieverletzung seine Profikarriere abbrechen müssen und daraufhin in Harvard Jura studiert. Außerdem hat er zusammen mit seinem Freund und Geschäftspartner Win einige Zeit beim FBI verbracht.
Jetzt ist Myron Sportagent für sein eigenes Unternehmen MB SportsRep. Er verträgt keinen Alkohol, liebt das Getränk Yoo-hoo, mag Musicals und Filme von Alfred Hitchcock, den Marx Brothers und Woody Allen. Außerdem hat er den schwarzen Gürtel dritten Grades in Taekwondo errungen.

### Windsor Horne Lockwood III
Der Börsenmakler Lockwood III (Win) ist der Finanzmanager von MB SportsRep; er führt zudem eine Wertpapieragentur („Lock-Horne Investments & Securities“), die sich seit Jahren im Familienbesitz befindet. Er war an der Universität Myrons Zimmergenosse und zudem mit ihm beim FBI angestellt. Darüber hinaus weihte der Hobby-Golfer Win seinen Freund Myron in die Geheimnisse des Kampfsportes und der asiatischen Entspannungstechnik ein. Er selbst hat den schwarzen Gürtel sechsten Grades (6. Dan) in Taekwondo.
Er ist ein Profi im Knacken von Türschlössern, trägt stets mehrere Waffen bei sich und tritt brutal und rücksichtslos auf.

### Jessica Culver
Jessica ist zu Beginn des ersten Bandes Myrons Ex-Freundin, versöhnt sich jedoch in diesem Band wieder mit ihm, sodass sie erneut ein Liebespaar werden. Sie tritt wieder in Myrons Leben, als ihre Schwester Kathy verschwindet und ihr Vater ermordet wird (siehe unten Band 1).
Die Schriftstellerin lebt sehr körperbetont und weiß um ihre Wirkung auf Männer. Aus Myrons Sicht wird sie stets als Vamp und bestaussehende Frau auf Erden beschrieben, der niemand widerstehen kann, sodass Myron sie hin und wieder zu wichtigen Geschäftstreffen mitnimmt. Sie ist bei Win und vor allen Dingen bei Esperanza nicht beliebt, da sie einmal Myrons Herz gebrochen hat. Als sie erfährt, dass Myron sich in ihrer Abwesenheit beinahe in Brenda Slaughter verliebt hätte, geht die Beziehung wieder in die Brüche.
Einige Jahre später heiratet sie, gesteht aber Myron gegenüber, dass die Anziehung zwischen ihnen beiden nie richtig nachgelassen habe.

### Esperanza Diaz
Myrons Sekretärin und Frau für alles ist eine Ex-Wrestlerin, die einst unter dem Namen Little Pocahontas zahlreiche Titel gewann, obwohl sie nicht indianischer Abstammung ist, sondern lateinamerikanischer.
Sie hasst Jessica, die sie im englischen Original stets nur Bitch (Schlampe) nennt; dennoch lässt sie sich in Band 4 auf ein gemeinsames Abendessen mit ihr ein.
Esperanza ist bisexuell und in den ersten beiden Bänden mit einer Frau namens Lucy zusammen. Zwar prickelt es immer wieder zwischen Myron und ihr, doch lassen sie es nie zu weit kommen und verstecken ihre gegenseitige Anziehung unter vor Sarkasmus triefenden Dialogen. Meist begrüßt sie Myron mit den Worten, er habe hunderte neuer Nachrichten.
Sie absolviert nebenbei an der Abendschule ein Jurastudium und macht in Band 4 ihren Abschluss, woraufhin sie gleichgestellte Partnerin in Myrons Agentur wird. Das Glück währt nicht lange, da sie des Mordes am ersten Klienten von MB SportsRep bezichtigt und verhaftet wird; doch sie will nur Myron schützen und wird schließlich von diesem entlastet.
Sechs Jahre später heiratet sie zu jedermanns Überraschung (einen Mann); bei Myrons (bislang?) letztem Fall ist sie in den Flitterwochen und somit kaum tätig.
Esperanza ist nach mehreren vergeblichen Versuchen zu 49 % an „MB Reps“ beteiligt (Band 6).

### Big Cyndi
Ebenfalls bei „MB Reps“ als Rezeptionistin angestellt ist Big Cyndi, eine schwerst übergewichtige Ex-Wrestlerin. Sie ist extrem geschminkt, trägt sehr bunte und für ihre Figur unpassende Kleidung und möchte von Myron Bolitar weder Big noch Cyndi, sondern Big Cyndi genannt werden. Obwohl sie sich seit Jahren kennen, spricht Big Cyndi Myron Bolitar immer mit „Mister Bolitar“ an, da sie die Förmlichkeit schätzt.

## Die Bände

### Band 1: Deal Breaker (dt.: Das Spiel seines Lebens)
Kathy Culver, Jessicas Schwester, ist streng religiös aufgewachsen und vergöttert ihre Mutter. Als sie diese eines Tages beim Ehebruch erwischt, schwört sie Rache und wird zu einem Flittchen. Sie hat mit ungezählten Männern Sex und schießt Fotos, die sie ihrer Mutter schickt. Diese wiederum versteckt diese Fotos schockiert auf dem Dachboden.
Bald aber will Kathy ihren Feldzug aufgegeben, da sie den bei Myron unter Vertrag stehenden Football-Profi Christian Steele kennen und lieben gelernt hat und wieder ein ehrliches Leben führen möchte. Einer ihrer Sex-Bekanntschaften aber wittert Profit und will sie mit selbst gemachten Fotos erpressen; als sie ihn bezahlen möchte, wird sie von ihm und seiner Gang brutal vergewaltigt, woran Kathy zerbricht und von da an von der Bildfläche verschwindet.
Gerichtsmediziner Adam Culver, Kathys Vater, findet die Fotos auf dem Dachboden und glaubt, Kathy selbst habe sie dort versteckt. Er ist überzeugt, die Fotos seien der Schlüssel zu Kathys Verschwinden. Plötzlich aber, nach fast zwei Jahren, findet die Polizei eine Leiche im Wald – Adam erkennt seine Tochter sofort, verschweigt aber ihre Identität, da er den Mörder auf seine Art finden will: Er lässt eines der Sex-Fotos seiner Tochter in einem Magazin veröffentlichen, um so den Mörder aus der Reserve zu locken. Dieser müsste zu dem Ort des Verbrechens zurückkehren, um zu sehen, ob die dort verscharrte Leiche noch da ist oder nicht; dort will Adam ihn mit Kameras überführen. Doch alles kommt anders: Adam wird von dem Mörder verfolgt, der spürt, dass der Gerichtsmediziner ihm auf den Fersen ist, und schließlich getötet.
Myron und Win planen einen Bluff: Bei der Beerdigung (eines leeren Sarges) von Kathy Culver platzen sie rein und teilen Jessica mit, ihre Schwester sei am Leben und wolle sie dort treffen, wo sie ermordet worden war. Christian Steele, der Mörder, fällt darauf rein und kommt bewaffnet zu der Stelle, wo er festgenommen wird. Sein Motiv: Er hatte Angst, durch Kathys wilde Vergangenheit, von der er recht spät erfuhr, könnte seine Sportlerkarriere beendet werden.

### Band 2: Drop Shot (dt.: Schlag auf Schlag)
Die Tennisspielerin Valerie Simpson wird während eines Spiels des bei Myron unter Vertrag stehenden Duane Richwood erschossen. Die Spur führt von ihr zu ihrem Ex-Freund Alexander Cross, Sohn eines US Gouverneurs, der vor sechs Jahren ebenfalls einem Mord zum Opfer fiel, als er – so der offizielle Bericht – Einbrecher überraschte. Sein Mörder, Errol Swade entkam angeblich, der Komplize Curtis Yeller aber wurde von der Polizei am Tatort erschossen.
Es stellt sich heraus, dass die Einbrecher in Wirklichkeit nichts stehlen, sondern auf Alexander Cross' Tennisplatz Tennis spielen wollten, als Alexander sie überraschte. Da er unter Drogen stand, griff er an und wurde von Errol Swade niedergestochen. Dieser wurde von der Polizei angeschossen – Curtis' Mutter Deanna Yeller fand ihn und schoss ihm zusätzlich ins Gesicht, um ihn unkenntlich zu machen. Sie behauptete, die Leiche sei ihr Sohn und sorgte für eine schnelle Einäscherung; ihr wirklicher Sohn Curtis aber entkam und nahm eine neue Identität an: Duane Richwood. Als er entkam, lief er aber Alexanders Freundin Valerie Simpson in die Arme – die ihn wiederum Jahre später trotz operativer Eingriffe an seinem Gesicht plötzlich wieder erkennt, als sie ihn in Myrons Büro sieht. Ihre Nachforschungen fallen Deanne Yeller auf, die Valerie tötet.

### Band 3: Fade Away (dt.: Der Insider)
Basketball-Star Greg Downing verschwindet spurlos – ausgerechnet Agent Myron Bolitar, einst bis zu seiner Verletzung dessen schärfster Konkurrent auf dem Weg zum Profisport, wird angeheuert, um ihn zu suchen. Um seinen wahren Auftrag zu decken, wird Myron sogar ins Profi-Basketballteam der Dragons aufgenommen, wo er schnell feststellt, dass er nach seiner Verletzung keine Chance mehr hat, mit den Profis mitzuhalten.
Gemeinsam mit der Reporterin Audrey Wilson, einer Freundin von Jessica, begibt Myron sich auf die Suche nach Greg. Schnell entdeckt Myron die Verwicklung von Greg in einen mysteriösen Mordfall: Liz Gorman, eine ehemalige Anhängerin einer radikalen Gruppierung in den 60er Jahren, hat Greg erpresst und ist kurz darauf in ihrem Apartment ermordet worden – und Blut findet sich auch in Gregs Wohnung. Kaum haben Myron und Win dies festgestellt und die Polizei alarmiert, passiert das Unfassbare: Die Wohnung ist komplett von Blut gereinigt, als wäre nie etwas gewesen.
Die Lösung: Liz Gorman war Teil einer Gruppe, die eine Bank überfiel und unter anderem die dortigen Schließfächer ausraubte. Eines der Schließfächer gehörte einem gewissen Burt Wesson. Eine Kassette in dessen Schließfach belastet Greg Downing schwer – also erpresst Liz ihn. Reporterin Audrey ist in Greg verliebt und beschließt, Liz zu töten. Greg betritt die Wohnung nach dem Mord, um das Geld für die Erpressung zu zahlen, entdeckt die Leiche und flieht in Panik. Emilie, Myrons Ex-Geliebte und zudem Gregs Ex-Frau, die nach der Scheidung um das Sorgerecht für ihr Kind fürchtet, ist die nächste, die den Tatort betritt, da sie wegen des Sorgerechtsstreits nach den Informationen giert, für die Greg offenbar viel Geld zu zahlen bereit ist. Sie findet die Leiche und sorgt für das Blut in Gregs Wohnung, um ihn massiv zu belasten. Das Blut aber wird wiederum von Audrey entfernt.
Erst als Audrey überführt wird, erfährt Myron vom Inhalt der Tonaufnahme: Greg Downing wollte sich seine Stelle im Profiteam sichern und bestach den Spieler Burt Wesson, Myron die für ihn die Karriere beendende Knieverletzung zuzufügen; was von Band 1 immer wie ein unglücklicher Unfall wirkte, war somit eine geplante Attacke.
Myron wurde nicht umsonst wieder in das Team aufgenommen: Der Manager hoffte, dass er die Wahrheit für sich behalten und das Team nicht belasten würde, wenn er ein Teil davon ist. Doch Myron findet Greg, der sich bei einem Teamkollegen versteckt hat und will ihn und das Management der Dragons auffliegen lassen.

In den letzten Zeilen des Buches stattet Win Burt Wesson einen Besuch ab …

### Band 4: Back Spin (dt.: Preisgeld)
Der Sohn der beiden Golf-Profis Jack und Linda Coldren, Chad, wird entführt. Da Lindas Vater Bucky der Bruder von Wins Mutter ist, empfiehlt diese Myrons Dienste – sollte er den Fall knacken, würden Jack und Linda sofort bei ihm unter Vertrag gehen. (Da Wins Mutter eine beteiligte ist, verweigert Win bei diesem Fall komplett seine Dienste.)
Kann es Zufall sein, dass der Sohn ausgerechnet zu einem Zeitpunkt verschwindet, an dem Jack nach über 20 Jahren den Sieg bei den US Open einfahren könnte? Wurde er tatsächlich entführt oder ist alles ein groß angelegter Schwindel?
Die Lösung des Falles geht viele Jahre zurück. Jack erlaubte sich als Kind einen harmlos gemeinten Scherz und sorgte dafür, dass Win seine Mutter bei einem Seitensprung überraschte. Dies konnte Wins Mutter Jack nie verzeihen: Sie bestach später Jacks Caddie, Lloyd Rennart, dafür zu sorgen, dass Jack die US Open verlor. Jack wusste nichts von dieser Bestechung, sorgte aber dennoch dafür, dass Lloyd Rennart in Ungnade fiel. Bald wurde dieser zum Trunkenbold, war verantwortlich für den Unfalltod seiner ersten Frau und beging schließlich Selbstmord.
Nach 20 Jahren hat Jack eine zweite Chance, die US Open zu gewinnen, doch das möchte Esme Fong vereiteln. Sie ist nicht nur die Agentin seines schärfsten Konkurrenten, sondern auch Rennarts Tochter aus erster Ehe. Jack hatte das Leben ihres Vaters zerstört, jetzt wollte sie seins zerstören. Ihr erster, eher harmloser Plan war es, dafür zu sorgen, dass Jacks Homosexualität aufflog, was ihn so sehr hätte ablenken können, dass er verlieren konnte. Doch der Plan geht schief; Jack geht beim Turnier in Führung, und Esme schlägt zu: Sie lässt Chad entführen und fordert von Jack, er solle das Turnier verlieren, wenn er seinen Sohn zurückhaben will. Jack aber will zu sehr gewinnen – als seine Frau Linda erfährt, dass er sogar den Tod ihres Kindes in Kauf nehmen würde, um zu siegen, erschießt sie ihn. Myron kann Linda nicht überführen, da sie ihn offiziell zum Anwalt genommen hat und er der Schweigepflicht unterliegt.

### Band 5: One False Move (dt.: Abgeblockt)
In diesem für Myrons Charakter zentralen Roman, bekommt Basketball-Profi Brenda Slaughter nach dem Verschwinden ihres Vaters Horace Drohanrufe und engagiert Myron, um ihn aufzuspüren und herauszufinden, ob die Anrufe von ihm kommen. Horace ist ein alter Freund Myrons, der ihm bei seinem Karrierestart half. Auch Brendas Mutter Anita ist verschwunden – diese allerdings bereits seit 20 Jahren. Hängen beide Fälle zusammen?
Während Myron in Jessicas Abwesenheit (sie ist beruflich unterwegs) droht, sich in Brenda zu verlieben, macht Esperanza immer mehr Druck wegen ihrer erstrebten Partnerschaft in seinem Unternehmen – nur schwer findet Myron die Konzentration für den Fall. Schnell aber wird klar, dass eine sehr einflussreiche, politische Familie in das Verschwinden von Brendas Eltern verwickelt ist: Anita war Zugehfrau bei den Bradfords und kam vor 20 Jahren dazu, als die Frau des Politikers Arthur Bradford von ihrem Balkon fiel und verstarb. Kurioserweise arbeitete Anita noch neun Monate weiter für die Bradfords, bevor sie überstürzt Horace verließ, sämtliches für Brenda erspartes Geld stahl und verschwand. Doch tot ist sie nicht, denn immer wieder meldet sie sich bei Horaces Schwester Mabel, um sich nach Brenda zu erkundigen. Der Fall wird immer verzwickter, als Horaces Leiche gefunden wird – er wurde durch einen Kopfschuss aus nächster Nähe hingerichtet.
Alle Wege führen zu den Bradfords, einer Familie, vor der selbst Myrons Vater große Angst hat: Einst drohten die Bradfords damit, das Baby Myron Stück für Stück zu verstümmeln, sollte Myrons Vater ihrer Politik in die Quere kommen.
Myron stochert weiter und findet heraus, dass Anita vorerst mit ihrer Tochter hatte fliehen wollen, sich dann aber sehr kurzfristig in einem Holiday Inn neu entschied und sie zurückließ. Myron stößt auf den Polizisten, der damals mithalf, den Tod der reichen Frau Bradford zu vertuschen und der zudem berichtet, dass er bezeugte, wie ein Mitarbeiter der Bradfords Anita in jener Nacht böse zugerichtet aus dem Holiday Inn trug, worüber ebenfalls der Mantel des Schweigens gebreitet wurde. Der Polizist begeht nach seinem Geständnis Selbstmord, und es ist an Myron, die letzten Teile des Puzzles zusammenzusetzen.
Arthur Bradford hatte eine Affäre mit Anita; seine psychisch labile Frau – sie litt an Depressionen – überraschte die beiden und beging vor Anitas Augen Selbstmord, um ihr für den Rest ihres Lebens Schuldgefühle zu machen. Doch Arthur sah seine Chance, zusammen mit Anita zu fliehen – mit Anita und ihrer gemeinsamen Tochter Brenda. Vor ihrer Flucht vertraute sich Anita lediglich ihrer Schwägerin Mabel an – ein fataler Fehler, denn deren Habgier machte sie zur Mörderin: Sie tötete Anita im Holiday Inn (Anita war also nicht nur böse zugerichtet, sondern tot), raubte ihr Geld, nahm die erst fünfjährige Brenda mit zu sich und behauptete gelegentlich, Anita melde sich des Öfteren bei ihr. Als Horace Nachforschungen anstellte, tötete sie auch ihren Bruder, kassierte die Erbschaft und tat einmal mehr so, als sei eines ihrer Opfer noch am Leben.
Arthur Bradford weiß nichts von Anitas Tod, da sein Bruder aus politischen Gründen alles verschleiern wollte – seine 'Drohanrufe' dienten dem Zweck, Anita aufzuspüren, da er davon ausging, dass Brenda sich in ihrer Angst an sie wenden würde – und Brendas Telefone waren angezapft.
Letztlich bringt Myron Brenda zu nahe an eine Erinnerung, die sie mit dem Holiday Inn verknüpfte. Mabel reagiert schnell und tötet auch Brenda.
Mabel gesteht Myron gegenüber zwar hochmütig alles, Myron aber hat keinerlei Beweise, sie zu überführen. Bestürzt über den Tod seiner Beinahe-Geliebten teilt Myron Bradford mit, wer der wahre Mörder von Anita und seiner Tochter ist – der Politiker sorgt dafür, dass Mabel einen langsamen Tod stirbt.

### Band 6: The Final Detail (dt.: Böses Spiel)
Esperanza Dias, mittlerweile Myrons Partnerin bei MB SportsRep, wird des Mordes an ihrem gemeinsamen ersten Klienten, Baseball-Star Clu Haid, angeklagt – die Indizien scheinen erdrückend. Dennoch lehnt sie konsequent Myrons Hilfe ab. Dieser hatte sich wochenlang von der Außenwelt abgeschottet und auf die Bahamas zurückgezogen, um Brenda Slaughters Tod, seine Verwicklung in die anschließende Ermordung des Täters und sein erneutes Beziehungsende mit Jessica zu verdauen. Er vergnügte sich mit der ebenfalls vom Schicksal gebeutelten Nachrichtensprecherin Terese Collins (siehe auch Band 7); diese Abwesenheit kostete ihm einige Klienten und das Vertrauen mancher anderer.
Trotz Esperanzas Beteuerung, sie wolle seine Hilfe nicht und obwohl sie ihm gegenüber keine Einzelheiten herausrückt, macht Myron sich auf die Suche nach dem wahren Mörder von Clu Haid, da er kategorisch ausschließt, Esperanza könne ein Killer sein. Da Clu drogensüchtig war und in dubiosen Kreisen verkehrte, wird dies für Myron eine Reise in die Abgründe der menschlichen Psyche. Begleitet wird er hierbei vor allem von Big Cindy, Esperanzas Wrestling-Freundin und seit einiger Zeit Sekretärin bei MB SportsRep.
Der Fall nimmt eine unerwartete Wendung, als Myron eine Diskette zugespielt wird, die ein Mädchen zeigt, das sich in Blut auflöst, bevor die Diskette sich selbst löscht. Myron findet schnell heraus, dass es sich hierbei um die seit Jahren verschwundene Lucy Mayor handelt, die Tochter von Sophie Mayor, Geldgeberin für Clus Baseballverein. Myron weiß, dass die beiden Fälle zusammenhängen und arbeitet an beiden abwechselnd.
Die Wahrheit ist ein Schock und eine Erleichterung in einem: Esperanza ist nicht schuldig, war nur zur falschen Zeit am falschen Ort – in Myrons Wagen nämlich, in dem man Blutspuren von Clu fand. Myron nämlich sollte des Mordes angeklagt werden, doch der war auf den Bahamas und es erwischte Esperanza. Doch warum Myron?
Die Lösung liegt in der Vergangenheit: Kaum hatte Clu seinen Vertrag mit MB SportsRep abgeschlossen, wurde er in einen Autounfall verwickelt, als Clu betrunken gegen einen Baum fuhr. Da ihm und den beiden Mitfahrern (seiner Freundin und einem Freund) kaum etwas passiert ist, hilft Myron mit, die Polizei zu bestechen und Clus Ansehen zu bewahren: Alkohol wurde aus dem Protokoll gestrichen, Clu wollte nur einem anderen Fahrzeug ausweichen. Was Myron nicht ahnte: Eine vierte Insassin war bei dem Unfall getötet worden, in Panik hatte Clu sie im Wald versteckt. Die Tote ist niemand anderes als Lucy Mayor. Auf Umwegen erfährt deren Mutter Sophie davon, und die erfahrene Hobby-Jägerin wird zur Rächerin. Sie tötet Clu (eigentlich treibt sie ihn zum Selbstmord) und dessen Freund, der bei der Beseitigung der Leiche half (das Mädchen war bewusstlos und erfuhr erst später die Wahrheit); dann will sie alles Myron anhängen, da Sophie davon ausging, er habe von dem Todesfall gewusst.
Am Ende steht es unentschieden: Zwar weiß Myron, wer der Mörder ist, doch da er selbst in einen Bestechungsfall verwickelt ist, kann er sie der Polizei nicht ausliefern und muss sich selbst gegenüber eingestehen, dass er diesen Fall von Selbstjustiz fast nachvollziehen kann.

### Band 7: Darkest Fear (dt.: Seine dunkelste Stunde)
Der siebte Teil der Reihe wird zu Myrons mit Abstand persönlichstem Fall, ist doch sein eigener Sohn beteiligt. Nicht, dass er zuvor überhaupt wusste, dass er einen Sohn hat: Erst das Auftreten seiner Verflossenen Emilie Downing (siehe auch Band 3) führt dazu, dass Myron davon erfährt. Als wäre dies nicht schon Schock genug, muss er im selben Augenblick mit dem Wissen leben, dass sein mittlerweile 13-jähriger Sohn Jeremy im Sterben liegt. Er leidet an einer seltenen Art der Anämie und muss sterben, wenn sich kein Knochenmarkspender findet.
Deshalb ist Emilie hier – nicht, um Myron als Spender zu gewinnen, sondern um ihn auf einen Fall anzusetzen: Der Spender ist in einer Datenbank bereits gefunden, kann jedoch nicht aufgetrieben werden. Da alles streng vertraulich gehandhabt wird, weiß Emilie nur, dass die Datenbank einen Treffer ergab, dass die Person mehrfach kontaktiert wurde, sich aber wiederholt nicht meldete.
Obwohl Myron sich geschworen hat, sich nicht mehr in solche Fälle verwickeln zu lassen, die nicht direkt seine Agentur betreffen, ist dies zu persönlich und er willigt ein. Eine große Hilfe ist ihm dabei Terese Collins (seine Liebschaft auf den Bahamas in Band 6), die bekannte Nachrichtensprecherin, mit der er eine Fernbeziehung führt, vielleicht aber auch nicht, darüber sind sich beide nicht so ganz im Klaren. Mit ihrer Hilfe findet er schnell heraus, dass der Name des Spenders Davis Taylor lautet.
Das bringt nicht viel; wie Esperanza feststellen muss, hat Davis Taylor keinerlei greifbaren Hintergrund, muss ein Deckname sein. In der Tat dauert es nicht lange, bis Esperanza auf seinen echten Namen stößt: Dennis Lex. Damit tut sich ein ganz neues Spektrum auf, denn Dennis ist der Sohn des berühmten, mittlerweile verstorbenen Autors Raymond Lex, dessen einziges Buch sehr lukrativ verfilmt wurde.
Ein mysteriöser Anruf, möglicherweise von Dennis Lex selbst, ist Myrons nächste Spur, da der Anrufer ständig ein Zitat wiederholt: „Sow the seeds“ (Säe den Samen). Als er dies in eine Internet-Suchmaschine eingibt, trifft er auf eine Kolumne eines Journalisten, Gibbs, der spektakuläre Artikel schrieb, da er in Kontakt stand zu einem Entführer, der ihn in seine intimsten Fantasien einweihte. Da das FBI von diesen Entführungen nichts weiß – der Täter zwingt die Angehörigen der Opfer zum Stillschweigen –, schalten sie sich ein und wollen Gibbs zwingen, seine Quelle auffliegen zu lassen. Dabei kommt heraus, dass alles ein Schwindel ist, denn Gibbs hat nur einen alten Roman plagiiert. Warum dann aber dieser Tipp?
Doch Gibbs ist heiß: Ein weiterer Reporter, zu dem Myron gute Kontakte pflegt, weiß, dass dessen Frau kurz nach der Aufklärung des Plagiats ermordet wurde, auch wenn er keine weiteren Hintergründe kennt. Also sucht Myron Gibbs persönlich auf, der ihn, als der Name Dennis Lex fällt, auch tatsächlich empfängt. Gibbs behauptet, hintergangen worden zu sein: Den Entführer gebe es wirklich, die Ähnlichkeiten zu dem alten Roman könnten daher kommen, dass der Entführer es kannte und zitierte.
Myron kann es kaum glauben, aber plötzlich interessiert sich das FBI für den Fall, denn die hat Gibbs unter konstanter Bewachung – und Myron war der Erste, dem Gibbs Einlass gewährte. Im Gegenzug zu seinen Infos erfährt Myron, dass auch das FBI davon ausgeht, dass Gibbs reingelegt wurde; sie hoffen darauf, dass der Entführer weiterhin mit ihm in Kontakt tritt, weshalb Myron kurz in Verdacht gerät. Aber es gibt auch noch eine schreckliche Alternative: Vielleicht ist Gibbs selbst der Entführer und hat somit über sich selbst berichtet, um Berühmtheit an zwei Fronten zu erlangen.
Myron klappert die Spuren logisch ab und landet als Nächstes bei der Familie von Raymond Lex. Er hat herausgefunden, dass Dennis Lex im Vorschulalter spurlos verschwunden ist. Offenbar hütet die Familie hier ein düsteres Geheimnis – und ein Vordringen ist unmöglich; die Bodyguards leisten gute Arbeit; es scheint sogar so, dass Dennis' Schwester Susan dafür gesorgt hat, dass Gibbs seinen Job verliert, da er zu tief in ihren Familienangelegenheiten schnüffelte. Mit Wins Hilfe entgeht Myron nur knapp einer üblen Demonstration, was es bedeutet, sich in die Affäre Lex einzumischen.
Dann aber spitzt sich die Situation dramatisch zu: Jeremy wird entführt. Daraufhin packt Susan Lex aus und beweist, dass ihr Bruder nicht der Täter sein kann: Dennis Lex liegt seit Jahrzehnten in einem speziellen Krankenhaus – er ist nicht mehr ansprechbar, nachdem Susan selbst ihn beim Spielen mit einer Waffe schwer verletzte. Dennis ist das gut gehütete Familiengeheimnis. Doch der Besuch in diesem Krankenhaus hat sein Gutes, als Myron erfährt, dass auch Gibbs' Vater hier stationiert war.
Nun fallen die Puzzleteile zusammen: Gibbs' Vater Edwin ist der Entführer – er hat sich seinem eigenen Sohn anvertraut, da er davon ausgehen konnte, dass der dichthalten würde. Und er wusste von dem dahin vegetierenden Dennis Lex, dessen Identität er unerkannt übernahm. So gelingt es dem FBI, Edwin Gibbs auch tatsächlich festzunehmen, aber der wehrt sich zuvor und verletzt Jeremys Ziehvater Greg lebensgefährlich. Nach der Festnahme des Entführers aber ist das Grauen nicht beendet: Jeremy kann nirgends gefunden werden.
Als man mit Edwin den Deal eingeht, er werde nicht zum Tode verurteilt, verrät er den Aufenthaltsort des Jungen und Stan bringt sie alle hin. Jeremy ist wohlbehalten; Edwin aber bringt sich überraschend mit einer Giftpille um – Jeremys Spender ist tot. Myron kann die letzten Rätsel lösen, denn noch immer sind einige Fragen offen.
Nicht Edwin, sondern Stan ist der Spender, denn es war Stan, der Jeremy entführte und den Verdacht auf seinen Vater lenkte. Nur so konnte er den Balanceakt zwischen Erhaltung seiner eigenen Integrität und Verurteilung des monströsen Vaters gehen. Als die Wahrheit auffliegt, bietet Myron ihm Verschwiegenheit im Austausch mit Stans Knochenmarkspende an. Stan willigt unter der Bedingung ein, dass seine Identität als Spender geheim bleibt. So kann Jeremy gerettet werden; auch sein Vater überlebt.
Doch Stans Straffreiheit ist nur von kurzer Dauer, denn als Myron den Beweis erbringen kann, dass Stan nicht nur von der Existenz des Buches wusste, dass er plagiiert hat, sondern dass er auch seine Ex-Geliebte ermordet hat, um sie zum Schweigen zu bringen, ist endgültig Schluss mit lustig und Stan wird vom FBI verhaftet.
Am Ende erfahren sowohl Greg als auch Jeremy selbst von der wahren Vaterschaft des Jungen; beide verkraften diese Wahrheit erstaunlich gut und akzeptieren Myrons Randrolle in ihrer Familie.

### Band 8: Promise Me (dt.: Ein verhängnisvolles Versprechen)
In Myrons wie in der Welt des Lesers sind sechs Jahre vergangen seit dem letzten Fall.
Einem inneren Impuls folgend ringt Myron bei einer Feier der Tochter eines befreundeten Ehepaars ein Versprechen ab. Die Tochter ist Aimee Biel, ihre Eltern Erik und Claire, das Versprechen lautet, dass sie ihn, Myron, jederzeit anrufen kann, wenn sie in Schwierigkeiten steckt. Er macht diesen Vorschlag, da er sie zuvor unabsichtlich belauscht hat und glaubt, dass sie sich mit ihrer Einstellung, auch bei Betrunkenen mitzufahren, in Gefahr bringen könnte.
Das Versprechen ist harmlos, doch wenig später ruft Aimee ihn tatsächlich mitten in der Nacht an und bittet ihn verzweifelt, sie zu einem bestimmten Ort zu fahren und dort ohne Fragen zu stellen abzusetzen. Myron kommt seinem Versprechen nach, verflucht sich aber selbst, als Aimee unmittelbar darauf verschwindet, offenbar einer Entführung zum Opfer gefallen.
Schnell wird Aimees Fall mit dem eines weiteren verschwundenen Mädchens, Katie Rochester, in Verbindung gebracht. Die Übereinstimmungen sind nicht zu übersehen: Beide Mädchen sind gerade achtzehn geworden, beide gingen an dieselbe High School, beide erweisen sich als schwanger, beide – und das ist der eindeutigste Hinweis – haben vor ihrem Verschwinden von dem exakt selben Geldautomaten Bargeld abgehoben. Noch dazu melden sich beide bei ihren jeweiligen Eltern und versichern ihnen, dass es ihnen gut geht.
Sind beide von zu Hause ausgerissen und sind alle Übereinstimmungen purer Zufall? Die Wahrheit liegt wie so oft dazwischen: Katie ist in der Tat ausgerissen, weil sie ihren tyrannischen Vater nicht länger ertragen konnte. Doch sie wird auf offener Straße erkannt von einer Ärztin, Dr. Edna Skylar, die sie inbrünstig bittet, niemandem etwas davon zu erzählen. Tatsächlich schweigt Skylar, hat dann aber eine teuflische Idee.
Sie selbst hat einen völlig missratenen Sohn, bei dem sie alles falsch gemacht hat, was man als Mutter nur falsch machen kann. Als sie erfährt, dass ihr Sohn aus erster Ehe, Drew Van Dyne, ein Aushilfslehrer an der High School, eine Schülerin – Aimee Biel – schwängerte, glaubt sie nach dem ersten Schock, dass sie mit ihrem Enkelkind einen Neustart schaffen könnte. Groß ist die Enttäuschung aber, als sie erfährt, dass Aimee das Kind abtreiben will. Skylar handelt kurz entschlossen: Sie entführt die im dritten Monat schwangere Aimee, um sie einen Monat lang festzuhalten, sodass eine Abtreibung nicht mehr möglich sein wird. Um sie wie eine weitere Ausreißerin aussehen zu lassen, sorgt sie dafür, dass auch Aimee Geld bei Katies Automaten abhebt; lange Zeit werden davon auch alle sehr verwirrt.
Dennoch gehen die Behörden von einer Entführung aus und rings um Skylars Verbrechen kommt es zu einigen Scharmützeln, die teils tödlich enden. Myron wird von Erik verdächtigt, da er der Letzte war, der Aimee sah; Aimees Ex-Freund Randy gerät ins Visier der Polizei, weil er ein kleiner Drogendealer an der Schule ist; sowohl Randys als auch Aimees Vater wollen das Gesetz selbst in die Hand nehmen und Selbstjustiz üben. Schließlich verliert auch Drew Van Dyne, der von dem Treiben seiner Mutter keine Ahnung hat, die Beherrschung und zieht die falschen Schlüsse: Er glaubt, Randys Eltern hätten etwas mit der Entführung zu tun, ein Fehler, der ihm das Leben kostet – wer ihn tötet, wird allerdings nie geklärt, da die Familie zueinander hält; offiziell übernimmt Randys Vater die Schuld.

### Band 9: Long Lost (dt.: Von meinem Blut)
Vor zehn Jahren hat Teresa Collins ihren Mann verlassen, jetzt bittet er sie überraschend, sofort nach Paris zu kommen. Doch als sie dort eintrifft, ist der prominente Enthüllungsjournalist bereits tot – ermordet. Und am Tatort finden sich die frischen Blutspuren eines Menschen, der schon seit Jahren ebenfalls tot sein sollte. Verzweifelt bittet Teresa ihren alten Freund Myron Bolitar um Hilfe. Der begibt sich auf eine höchst gefährliche Wahrheitssuche – und stößt auf eine Verschwörung, die ihm das Blut in den Adern gefrieren lässt.

### Band 10: Live Wire (dt.: Sein letzter Wille)
Wir alle lügen – um die, die wir lieben, vor der Wahrheit zu beschützen …
Rockstar Lex und seine Frau Suzze führen eine äußerst glückliche Ehe. Voller Vorfreude erwarten sie die baldige Geburt ihres ersten Kindes – bis ein böswilliger Facebook-Kommentar Lex’ Vaterschaft anzweifelt. Der verschwindet daraufhin spurlos, und verzweifelt bittet Suzze ihren Agenten Myron Bolitar um Hilfe. Myron willigt ein, ohne die Angelegenheit sonderlich ernst zu nehmen. Doch dann wird er mit einer ersten Leiche konfrontiert – und mit den Abgründen der eigenen Familiengeschichte.

### Band 11: Home (dt.: Der Preis der Lüge)
Zehn Jahre nach der hochkarätigen Entführung von zwei jungen Jungen kehrt nur einer von beiden nach Hause zurück.